# Vetovo
Vetovo (Bulgaars: Ветово) is een stad met 4.103 in het noordoosten van Bulgarije in de  oblast Roese. Het is de hoofdplaats van de gelijknamige gemeente Vetovo en ligt op 260 kilometer afstand van de hoofdstad  Sofia.

## Bevolking
Gedurende twintigste eeuw schommelde het inwonersaantal van Vetovo steeds tussen de 5.000 a 5.600 inwoners. Op 31 december 2019 telde de stad Vetovo zo'n 4.024 inwoners, een dieptepunt sinds de volkstelling van 1934 (zie: onderstaand tabel). Daarnaast kampt het nabijgelegen platteland ook met een intensieve bevolkingskrimp. 
| Jaar            | 1934   | 1946   | 1956   | 1965   | 1975   | 1985   | 1992   | 2001   | 2011   | 2018   |
| stad Vetovo     | 5.327  | 4.989  | 4.969  | 5.372  | 5.532  | 5.589  | 5.287  | 5.000  | 4.417  | 4.103  |
| gemeente Vetovo | 28.941 | 27.793 | 25.894 | 26.313 | 24.738 | 22.758 | 21.017 | 17.774 | 12.450 | 11.261 |

#### Bevolkingssamenstelling
De stad heeft een gemengde bevolking met Bulgaren (32%), Bulgaarse Turken (30%),  Roma (30%) en overigen (8%). Ook de gemeente Vetovo heeft een gemengde bevolking, alhoewel Bulgaarse Turken een nipte meerderheid van de bevolking vormen, gevolgd door grote groepen Bulgaren en  Roma.
| stad Vetovo     | 4.417  | 32,2% | 29,9% | 29,8% | 8,1%  |
| stad Glodzjevo  | 3.467  | 5,8%  | 93,0% | -     | 1,2%  |
| dorp Smirnenski | 2.171  | 10,9% | 86,1% | 2,0%  | 1,0%  |
| stad Senovo     | 1.428  | 58,1% | 12,6% | 28,1% | 1,2%  |
| dorp Krivnja    | 570    | 52,8% | -     | 26,2% | 21,0% |
| dorp Pisanets   | 397    | 97,5% | -     | -     | 2,5%  |
| gemeente Vetovo | 12.450 | 27,8% | 53,4% | 15,4% | 3,4%  |

#### Religie
De islam en het christendom zijn de  twee grootste religies in de gemeente Vetovo. Op 1 februari 2011 gaf 58,6% van de bevolking aan moslim te zijn, terwijl 35,2% lid van de Bulgaars-Orthodoxe Kerk is. De rest van de bevolking heeft geen religie of heeft niet gereageerd op de optionele volkstelling van 2011.

## Gemeente Vetovo
De gemeente Vetovo heeft een oppervlakte van 352 km² en bestaat uit zes nederzettingen: drie steden (Vetovo, Senovo en Glodzjevo) en drie dorpen (Krivnja, Pisanets en Smirnenski).  
| Naam            | Cyrillisch      | Inwonersaantal op 31 december 2018 |
| --------------- | --------------- | ---------------------------------- |
| stad Vetovo     | град Ветово     | 4.103                              |
| stad Glodzjevo  | град Глоджево   | 3.171                              |
| dorp Smirnenski | село Смирненски | 1.998                              |
| stad Senovo     | град Сеново     | 1.231                              |
| dorp Krivnja    | село Кривня     | 467                                |
| dorp Pisanets   | село Писанец    | 291                                |